# Gari-Gombo
Gari-Gombo es una comuna camerunesa perteneciente al departamento de Boumba-et-Ngoko de la región del Este.
En 2005 tiene 15 978 habitantes, de los que 4588 viven en la capital comunal homónima.
Se ubica en el este de la región, en la frontera con la República Centroafricana. Su territorio limita con las prefecturas centroafricanas de Mambéré-Kadéï y Sangha-Mbaéré.

## Localidades
Comprende la ciudad de Gari-Gombo y las siguientes localidades:
- Belékombou
- Diffolo
- Disso
- Gribi
- Kongo
- Kpokilita
- Lambo
- Lom
- Mampelé
- Mang
- Mbiali
- Mboutoundou
- Messadjisso
- Messe
- Metégomatsinomo
- Momzopia
- Mopouo
- Ndeng
- Ndjoukoudoumo
- Ngaresso
- Ngaretta
- Ngoko
- Ngopia
- Ngoundi II
- Noumbankoé
- Ntombi
- Ouesso
- Pateré
- Paya I
- Paya II
- Sangha
- Sembé